# Daniel Weinstein
Pour les articles homonymes, voir Weinstein.
Daniel Weinstein, né le 4 février 1981 à Boston, est un patineur de vitesse sur piste courte américain.

## Biographie
Il participe aux Jeux olympiques de 1998 et 2002.
Aux Jeux olympiques de 2002, il arrive quatrième au relais masculin avec Ron Biondo, Apolo Ohno et Rusty Smith.